# Tubetejka
Tubetejka (rusko тюбете́йка) je rusko ime za številne vrste tradicionalnih srednjeazijskih pokrival. Danes se tubetejke nosijo v Tadžikistanu, Kazahstanu, Kirgizistanu in Uzbekistanu, pa tudi po Rusiji (večinoma Tatari) in v Azerbajdžanu. Kapa, ki jo nosijo Uzbeki in Ujguri, se imenuje dopa in ima kvadratno obliko. Bila je priljubljeno pokrivalo med otroci po celi ZSSR v štiridesetih in petdesetih letih dvajsetega stoletja.
Tubetejke običajno nosijo turške etnične skupine. Na prvi pogled spominja na jurto, srednjeazijsko kulturno ikono. V turkmenščini pravijo kapi tahija ("taqiyah").

## Dopa
Dopa ali dupi (uzbeško doʻppi) je pomemben del tradicionalne uzbeške noše. Je črne barve z ravno, kvadratno podlago. V Chustu v Uzbekistanu ozaljšujejo pokrivala z vezenjem, ki ima »štiri loke, kot neprehodna vrata, ki bodo zadržala vse sovražnike; pekočo papriko, ki ščiti pred zlim pogledom; in mandlje ali bodom kot znak za življenje in plodnost«.
Sefardski in maroški Judje radi nosijo uzbeške tubetejke kot kippah.
- Kirgiška tubetejka
- Tubetejka Krimskih Tatarov
- Kirgiški topu
- Uzbeška dopa
- Naslovnica Ogonioka - Stalin in Maksim Gorki s tubetejko na glavi.